# Georg Friedrich von Martens
Georg Friedrich von Martens, född 22 februari 1756 i Hamburg, död 21 februari 1821 i Frankfurt am Main, var en tysk författare i folkrätt och urkundsutgivare.
Martens blev 1783 professor i natur- och folkrätt i Göttingen, var 1808-13 statsråd i kungariket Westfalen, från 1813 kungligt hannoverskt geheime kabinettsråd och 1816 Hannovers ombud vid Tyska förbundsdagen. 
Martens tog ett betydelsefullt initiativ till den internationella rättens systematisering och fastställande på historisk grund genom Précis du droit des gens modernes de l'Europe, fondé sur les traités et l'usage (1789; tredje, utökade upplagan 1821; återutgiven, med rättelser, av portugisen Silvestre Pinheiro Ferreira 1831 och 1845 samt, med ytterligare värdefulla noter jämte en inledande framställning av folkrättens historia och en systematisk översikt av den folkrättsliga litteraturen, av Charles-Henri Vergé 1858 och 1864). 
Av monumental betydelse är den av Martens påbörjade och sedermera av andra fackmän fortsatta publikationen av de europeiska staternas traktatsurkunder ("Recueil Martens"). Martens själv utgav till en början Recueil des principaux traités d'alliance, de paix etc. depuis 1761 jusqu'à présent (sju band, 1791-1801, med fyra supplementband 1802-08; andra upplagan 1817-35 i åtta band, de fyra sista reviderade av Martens brorson Karl von Martens). Därpå följde en ny serie, Nouveau recueil de traités d'alliance, de paix etc. depuis 1808 jusqu’à présent (14 band, 1817-39, de fyra första utgivna av Martens, de följande successivt av Karl von Martens, Friedrich Saalfeld och Friedrich Murhard, vilken sistnämnde 1839-42 även utgav tre band "Nouveaux suppléments au Recueil de traités", samt ett register i två band). 
Från 1843 finns en tredje samlingsföljd, Nouveau recueil general de traités etc. i 20 band, vilken omfattar tiden 1840-74 och vars utgivare var Friedrich och Karl Murhard, Jakob Pinhas, Karl Samwer och Julius Hopf. Sedermera fortsattes verket i en andra serie av Hopf och Felix Stoerk med 35 band för tiden till 1908 och en tredje serie för tiden därefter, utgiven av Heinrich Triepel. En Table générale över det dittills utgivna av "Recueil Martens" utkom 1875 och till andra seriens 25 första band 1900 samt till hela denna serie 1910.